# グラスゴー大聖堂
グラスゴー大聖堂（グラスゴーだいせいどう、英語: Glasgow Cathedral）、またはグラスゴー高教会（グラスゴーこうきょうかい、英: High Kirk of Glasgow）、聖ケンティガーン大聖堂（せいケンティガーンだいせいどう、英: St Kentigern's Cathedral）、聖ムンゴ大聖堂（せいムンゴだいせいどう、英: St Mungo's Cathedral）はグラスゴーにあるスコットランド国教会の聖堂。
スコットランド宗教改革以前に建てられ、ローマ・カトリック教会のグラスゴー司教、大司教、続いてスコットランド国教会のグラスゴー大主教の所在地であり、現代ではスコットランド国教会のグラスゴー長老会の所在地になっている。ハイ・ストリートの北、カテドラル・ストリートの東で、グラスゴー王立診療所の隣にある。

## 歴史
グラスゴー大聖堂はスコットランド宗教改革以前の12世紀末に建てられ、歴代のグラスゴー司教、大司教、大主教の所在地になっている。スコットランド式ゴシック建築の一例であり、スコットランド宗教改革を生き延びた数少ない中世スコットランド聖堂の1つである（スコットランド本土では唯一）。
1502年12月10日、スコットランド王ジェームズ4世は大聖堂の祭壇で永遠平和条約を批准した。また1544年と1560年におこったグラスゴーの戦いにも影響している。宗教改革から20年後の1581年4月22日、ジェームズ6世は土地の一部からの収入を聖堂の維持費としてグラスゴー市に支払った。ジェームズ6世はこれらの土地の所有権をグラスゴー大司教ギャヴィン・ダンバーが聖堂を修復したときの残金までたどった。グラスゴー市議会は1583年2月27日に聖堂を修復する責任を認めることを決議したが、義務ではないとも記録した。この決議により聖堂は宗教改革を生き残り、聖堂内にある内陣仕切りはスコットランドの聖堂において現代まで残った数少ないものの1つである。

## 聖堂に埋葬された者
- ロバート・ウイッシャート（英語版） - グラスゴー司教（英語版）
- ジェームズ・ロー（英語版） - グラスゴー大主教（英語版）
- ピーター・ロウ（英語版） - 医者、医療作者
- チャールズ・マッキントッシュ - レインコートのマッキントッシュ（英語版）の発明者

## ギャラリー

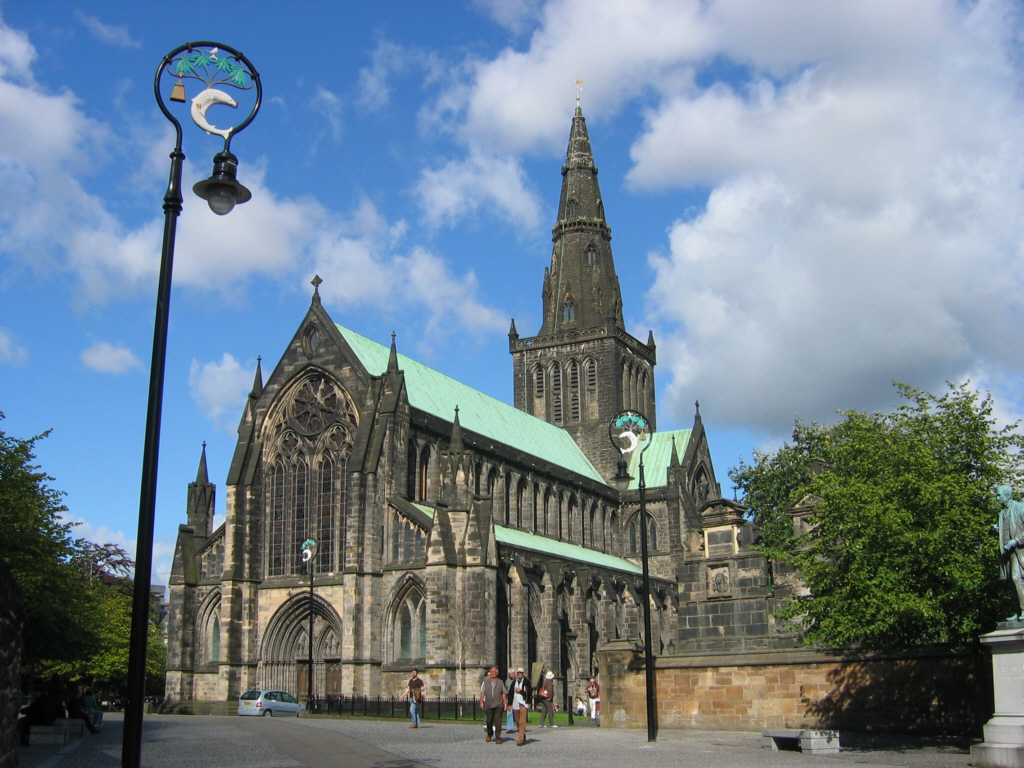
グラスゴー大聖堂と大聖堂広場
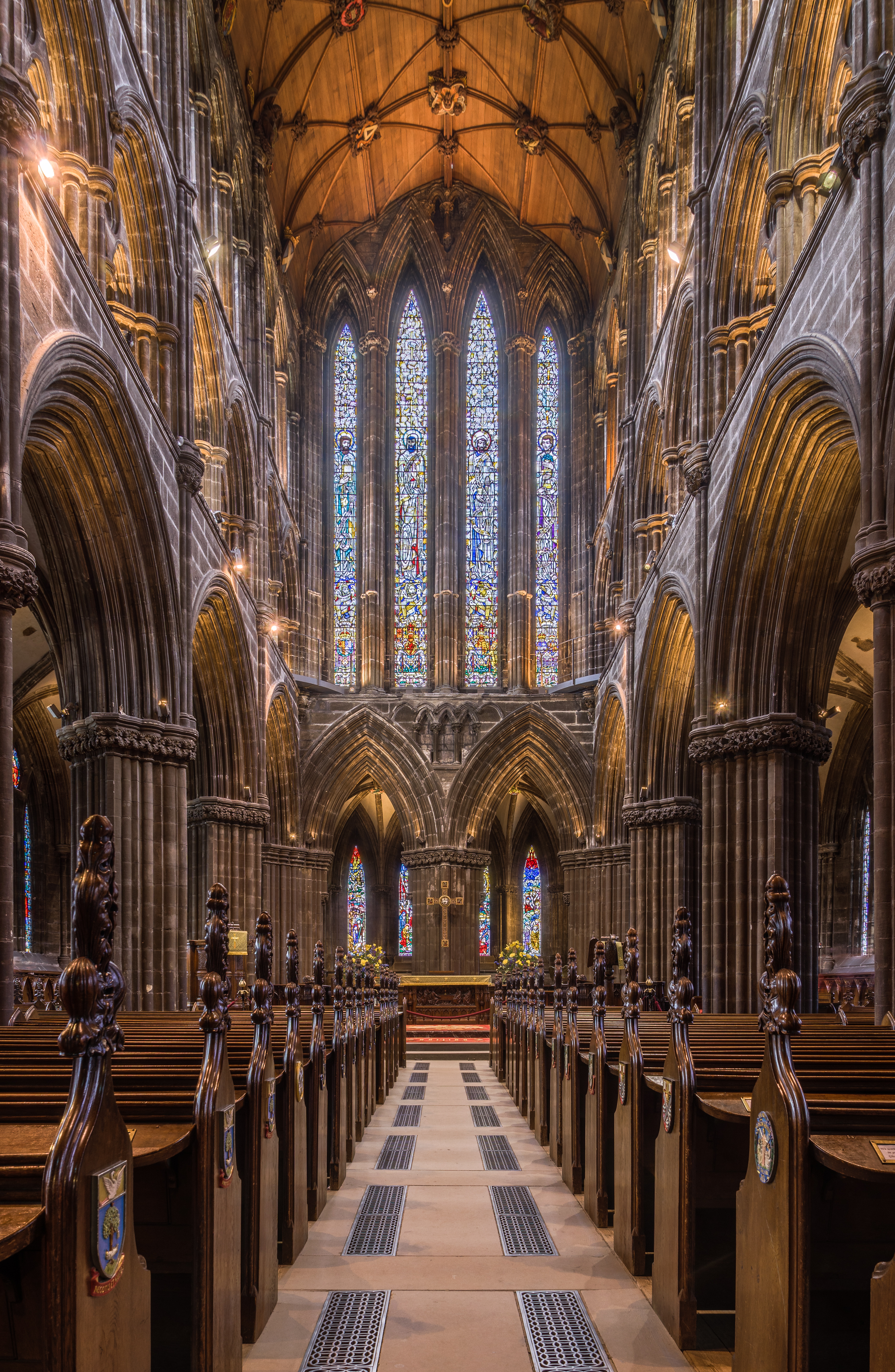
聖堂の内陣、2015年撮影
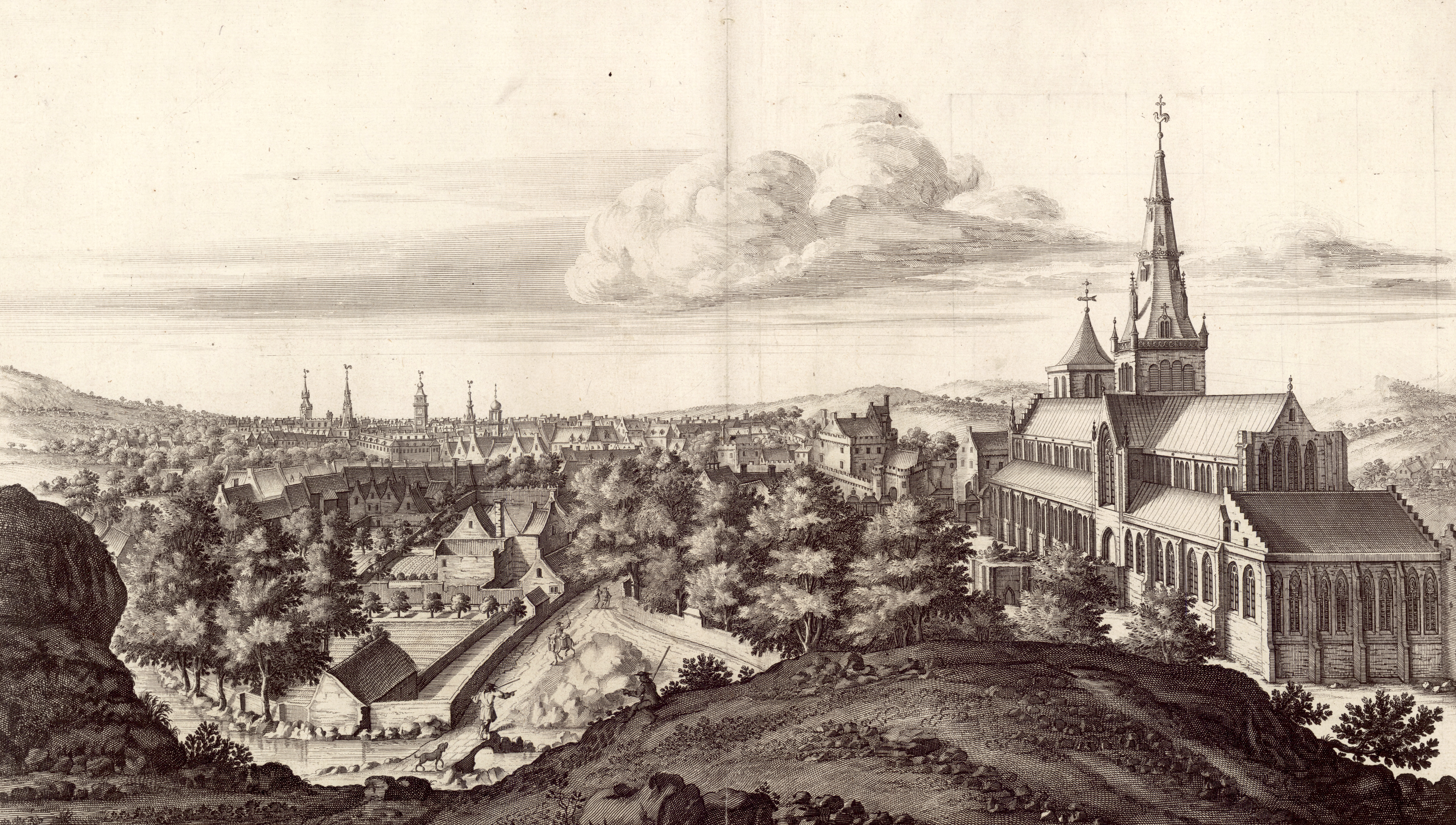
グラスゴー大聖堂の版画、ジョン・スレーザー（英語版）作、1693年
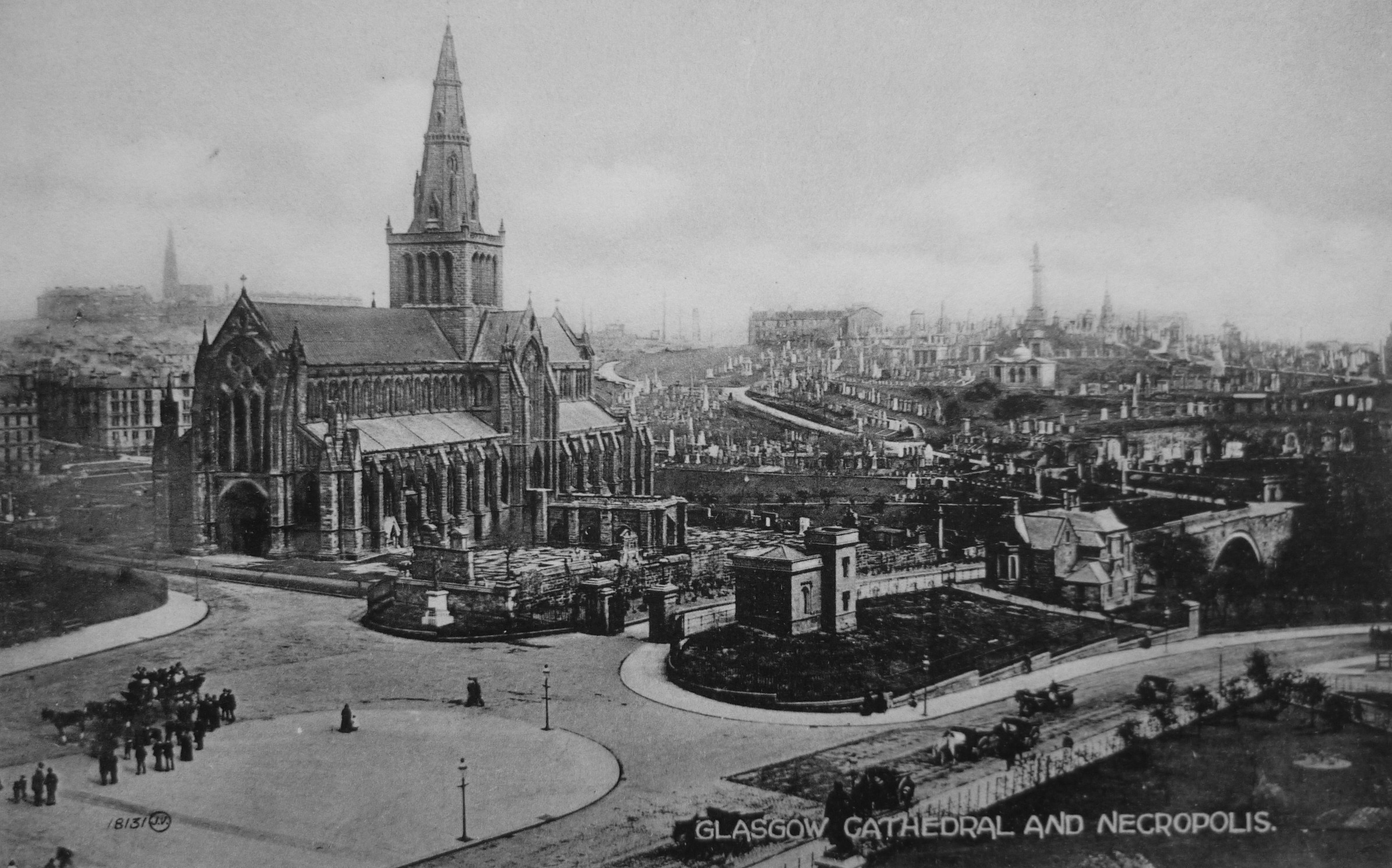
1893年の絵葉書に見られる聖堂の外観
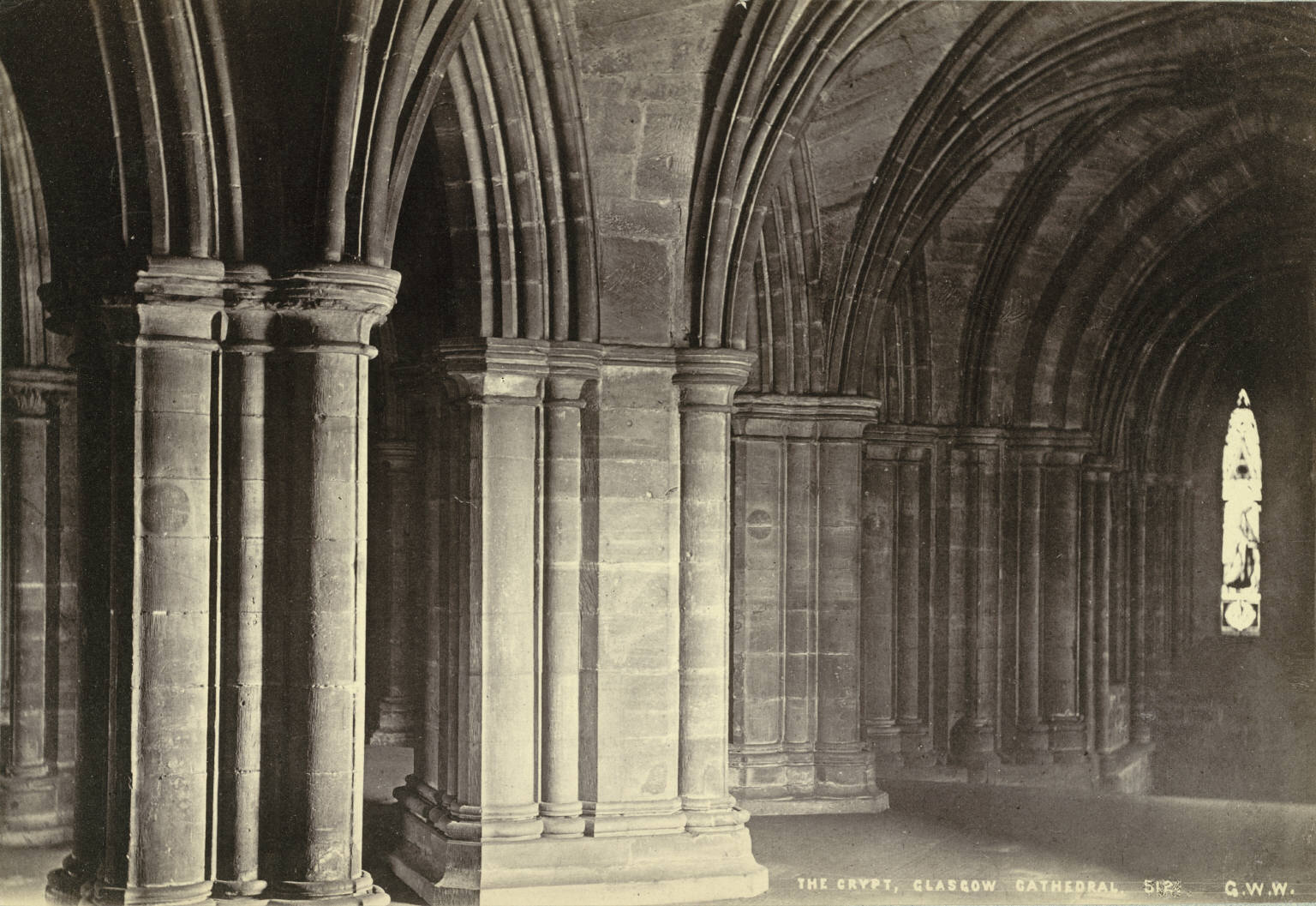
19世紀のグラスゴー大聖堂の内装